# Bruno Facchin
Bruno Facchin (Legnago, 21 ottobre 1920 – ...) è stato un calciatore italiano, di ruolo difensore.

## Carriera
Debutta in Serie B nella stagione 1939-1940 con il Verona, disputando con gli scaligeri due campionati cadetti ed uno di Serie C. Nel Campionato Alta Italia 1943-1944 colleziona 11 presenze con la maglia del Legnago.
Nel dopoguerra torna al Verona disputando altri quattro campionati di Serie B. In totale conta nella serie cadetta 128 presenze e 10 reti.